# Odense Å
Odense Å är ett vattendrag på ön Fyn i Danmark.  Ån är cirka 54 km lång och ligger i Region Syddanmark. Dess källa är Arreskov Sø och med bifloderna Sallinge Å och Lindved Å rinner den ut i Odense Fjord.
Trakten ingår i den hemiboreala klimatzonen med en årsmedeltemperatur på 8 °C. Den varmaste månaden är augusti, med medeltemperaturen  18 °C, och den kallaste januari, med −4 °C.